# Ија
Ија или Ио (грч. Ιώ []) је у грчкој митологији била ћерка Инаха, бога реке. Постала је љубавница Зевса и родила Епафа. 
Ија је била свештеница богиње Хере у Аргосу, чији је отац, Инах Херин култ донео у Аргос. 
Зевс се заљубио у Ију и прилазио јој у облику облака. То је међутим приметила његова супруга Хера. Да би сакрио превару Зевс је претворио Ију у белу краву. Ипак, Хера је и то сазнала и захтевала је од Зевса да јој поклони краву. Зевс то није могао да одбије. Хера је наложила стооком гиганту Аргусу да чува краву, која је у ствари била Ија.
Зевс је послао Хермеса к Аргусу, који га је успавао свирком своје свирале и одрубио му главу, тако да је Ија, и даље у облику краве, могла да побегне. Хера је брзо запазила ову варку и послала обада, која је све време гонила Ију (брујање ових мушица може цела стада да нагна у бекство). 
Ија је у свом бекству прешла мореуз Између Пропонтиде и Црног мора који је назван по њој Босфор, то јест воловски пролаз. Тамо је срела за стену окованог Прометеја на Кавказу, који ју је тешио и говорио да ће се вратити у људски облик и постати прамајка највећег јунака, то јест Херакла.
Бежећи даље, Ија је прешла море које је по њој названо Јонско море те је стигла у Египат. Ту је молила богове да јој се смилују. Хера је на свесрдно мољење Зевса пристала и вратила Ију у људски облик, па су је Египћани обожавали као богињу. У Египту је родила Зевсовог сина Епафа и касније се венчала са египатским краљом Телегоном.